# پائولا زان
پائولا آن زان (به انگلیسی: Paula Zahn) (‎/zɑːn/‎؛ زاده ۲۴ فوریه ۱۹۵۶) یک روزنامه‌نگار و مجری روزنامه (گوینده اخبار) آمریکایی است که مجری کانال‌های ای‌بی‌سی نیوز، سی‌بی‌اس نیوز، فاکس نیوز و سی‌ان‌ان بوده‌است. او در حال حاضر مجموعه مستند جنایی واقعی در مورد پائولا زان را در کانال ID (بررسی و تحقیق) تولید و اجرا می‌کند.

## اوایل زندگی و شغل
زان در اوماها، نبراسکا، در خانواده یک معلم مدرسه به دنیا آمد/ مادرش هنرمند و پدر او مدیر فروش IBM بود. او دوران طفولیت خود را در کانتون، اوهایو، با والدین و سه خواهر و برادرش گذراند. سپس خانواده به ناپرویل، ایلینوی نقل مکان کردند، زیرا شغل پدرش آنها را ملزم به جابجایی مکرر می‌کرد. او یک بار به شوخی گفت که «آی‌بی‌ام» واقعاً مخفف «من حرکت کرده‌ام» است. او در دبیرستان واشینگتن در ناپرویل تحصیل کرد و سپس در سال ۱۹۷۴ از دبیرستان مرکزی ناپرویل فارغ‌التحصیل شد. زان همچنین در چندین مسابقه زیبایی شرکت کرد و به نیمه نهایی مسابقات دوشیزه آمریکا در سال ۱۹۷۳ راه یافت. او تحصیلات خود را در کالج استفنز در کلمبیا، میسوری، با بورسیه ویولنسل ادامه داد و به عنوان کارآموز در تلویزیون دبلیو بی بی ام در کانال سی‌بی‌اس در شیکاگو، کار خبری را فراگرفت. او در سال ۱۹۷۸ با مدرک لیسانس در رشته روزنامه‌نگاری فارغ‌التحصیل شد. زان از آن پس در ده سال بعد در ایستگاه‌های محلی در سراسر کشور کار کرد، از جمله در تلویزیون WFAA در دالاس، تلویزیون KFMB در سن دیگو، تلویزیون KPRC در هیوستون، تلویزیون WHDH و (سپس تلویزیون WNEV) در بوستون، و تلویزیون KCBS در لس آنجلس کار کرد.

## فعالیت حرفه‌ای

### سی‌ان‌ان

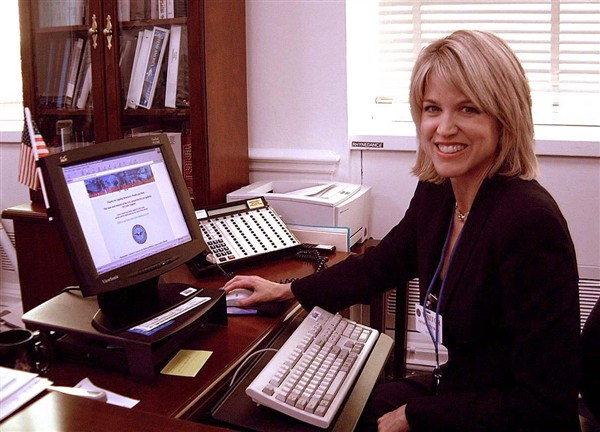
زان در ۲۰۰۲

زان در ۱۱ سپتامبر ۲۰۰۱ کار خود را در سی‌ان‌ان آغاز کرد و با پیوستن به آرون براون در پوشش حملات تروریستی آن روز به عنوان واکنش او به رویدادهایی که شاهد بود، پیوست. اگرچه قرار نبود در یک برنامه سی‌ان‌ان که هنوز در حال توسعه بود ظاهر شود با این‌حال او یک شیفت خبری صبحگاهی منظم را از روز بعد آغاز کرد. در ژانویه، او برنامه خبری صبحگاهی سی‌ان‌ان خود را با نام صبح بخیر آمریکا با پائولا زان راه اندازی کرد. زان در طول جنگ عراق در سال ۲۰۰۲–۲۰۰۳ فعالیت داست. سپس زان در بازگشت به برنامه اصلی، میزبان یک برنامه دو ساعته با عنوان زنده سرفصل‌ها بود که پوشش مستمر جنگ و رویدادهای دیگر را ارائه می‌کرد. اندرسون کوپر اولین دو ساعت را در اوایل تابستان به عهده گرفت و تا سپتامبر برنامه او همراه با پائولا زان حالا، برای اولین بار اجرا شد. در ۲۴ ژوئیه ۲۰۰۷، او استعفای خود را از سی‌ان‌ان اعلام کرد. پخش نهایی پائولا زان حالا در ۲ اوت ۲۰۰۷ پخش شد. این اعلامیه کمتر از یک روز پس از آن منتشر شد که سی‌ان‌ان کمپبل براون، مجری سابق برنامه آخر هفته امروز را استخدام کرد. در ابتدا، میزبانان مهمان اساساً برنامه زان را تحت عنوان در فضای باز ادامه دادند. این برنامه بعدها با پوشش تبلیغات انتخاباتی و در نهایت این برنامه با برنامه کمپبل براون: بدون حضور گاو نر آن جایگزین شد. با توجه به نامه خداحافظی زان که به کارکنان سی‌ان‌ان نوشته بود، او اظهار داشت: «من قصد دارم قبل از اینکه نقش بعدی خود را بر عهده بگیرم، بین کارها استراحت کنم و نفس خود را تازه کنم.» زان به ژاک اشتاینبرگ گفت که «او نمی‌داند در آینده چه خواهد کرد».

## پی.بی. اس
در روز اول سال نو ۲۰۱۱، زان میزبان اپیزود سالانه «از وین: جشن سال نو» از مجموعه گلچین اجرای بزرگ در شبکه پی.بی. اس بود.